# Redtenbachers Zwergmarienkäfer

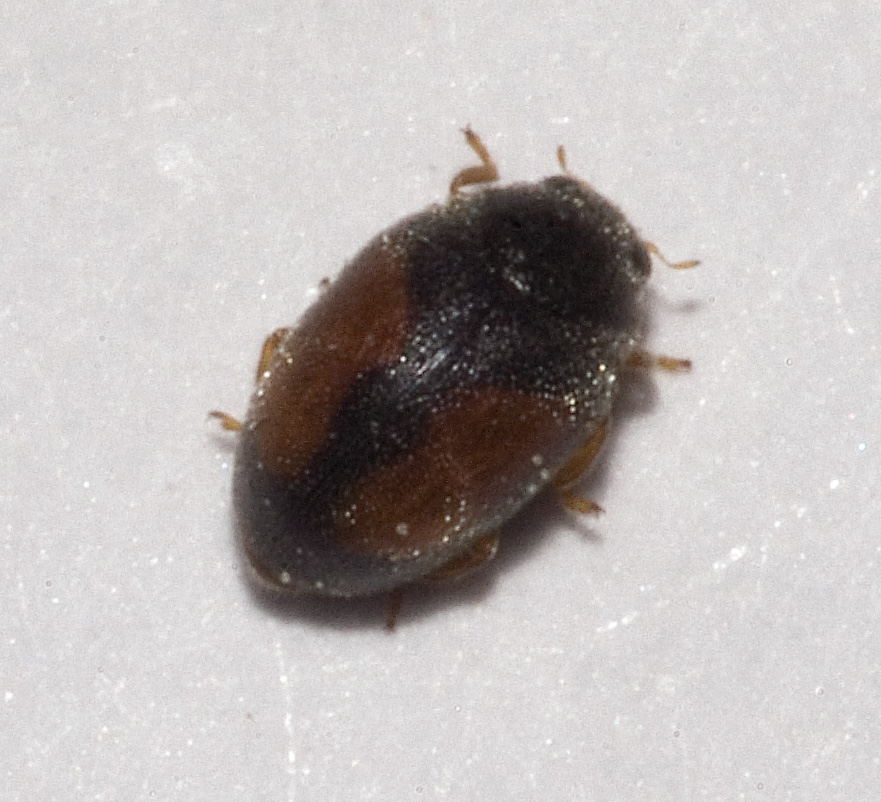
Dorsalansicht

Redtenbachers Zwergmarienkäfer (Nephus redtenbacheri) ist ein Käfer aus der Tribus Scymnini innerhalb der Familie der Marienkäfer. Benannt wurde die Käferart nach dem österreichischen Entomologen Ludwig Redtenbacher.

## Merkmale
Die länglich-ovalen Marienkäfer erreichen eine Länge von 1,3–2,3 mm. Sie besitzen eine schwarze Grundfarbe. Der Körper der Käfer ist mit kurzen hellen Härchen bedeckt. Fühler und Beine sind orange gefärbt. Über die Flügeldecken der Nominatform erstreckt sich jeweils ein großer rötlicher Längsfleck, der typischerweise mittig liegt und nicht bis zu den Flügelkanten und der Flügeldeckennaht reicht. Völlig schwarze Exemplare gelten als nicht selten. Im Gegensatz dazu weist der Fleck der Unterart N. r. limonii meist eine Einschnürung auf, bei manchen Exemplaren treten auch zwei Flecke auf.

## Verbreitung
Die Art ist in Europa weit verbreitet. Auf den Britischen Inseln ist die Art ebenfalls vertreten. Ihr Vorkommen reicht weit in den Norden Europas. In den Alpen kommen die Käfer in Höhen von 2000 m vor. Das Verbreitungsgebiet von Nephus redtenbacheri limonii erstreckt sich über die Salzwiesen entlang der Nordseeküste von England, der Niederlande und Norwegens.

## Lebensweise
Die Imagines überwintern unter Laub und Moos oder in der Krautschicht. Die adulten Käfer beobachtet man meist zwischen Mitte März und Ende Juni. Die Art bevorzugt als Lebensraum Sumpfgebiete, Moore, feuchte Waldränder, aber auch Trockenhänge, Heide, Dünen und Sandböden. Man findet die Käfer häufig an Schilfrohr (Phragmites). Als Wirtspflanzen dienen niedrig-wachsende krautige Pflanzen sowie der Echte Hopfen (Humulus lupulus). Die Unterart N. r. limonii nutzt als Wirtspflanze den Gewöhnlichen Strandflieder (Limonium vulgare). Die Käfer fressen Blattläuse und Schildläuse, darunter Acanthococcus granulatus.

## Taxonomie
Die Art gehört innerhalb der Gattung Nephus zur gleichnamigen Untergattung Nephus. Die Untergattung Nephus (Nephus) unterscheidet sich von anderen Untergattungen der Gruppe wie Nephus (Bipunctatus) und Nephus (Geminosipho) durch 11-gliedrige Fühler. Innerhalb der Art wird zwischen zwei Unterarten unterschieden:
- Nephus redtenbacheri redtenbacheri (Donisthorpe, 1903), die Nominatform
- Nephus redtenbacheri limonii (Mulsant, 1846), auch als Strand-Zwergmarienkäfer bekannt, wurde früher als eigene Art betrachtet

Synonyme von Nephus redtenbacheri sind:
- Scymnus redtenbacheri Mulsant, 1846
- Scymnus mulsanti Waterhouse, 1862
- Scymnus lividus Bold, 1872